# Ai Ōtsuka
Ai Otsuka (大塚 愛 Ōtsuka Ai?,  9 de septiembre de 1982) es una cantante e intérprete de la Prefectura de Osaka en Japón. Ai otsuka ha vendido aprox. más de 6.500.000 copias en toda Asia.

## Biografía

### Sus inicios musicales
Ai Otsuka nació en la Prefectura de Osaka, donde vivió toda su infancia. Desde los cuatro años de edad comenzó a tocar el piano, el cual se convertiría más adelante en una de sus pasiones. Al acabar la secundaria Ai siguió la carrera de artes en la Universidad de Osaka, y también estudió para ser profesora de preescolar. Desde antes de la adolescencia había comenzado a escribir y componer sus propias canciones, y a los 20 años decidió finalmente probar suerte de manera profesional como cantante, pero continuando con sus estudios.
Sus inicios en la música fueron de adolescente, cuando formó junto a su amiga Mami Nishida la banda llamada HimawaRi, que se mantuvo por algún tiempo activo. En este tiempo fue cuando uno de los temas más exitosos de Otsuka, "Sakuranbo", fue creado, y estuvo disponible para descarga en línea en la página oficial del dueto.
En el 2002 grabó una maqueta de su tema "Daisuki da yo." junto con "Amaenbo", el cual envió a la empresa Avex. Aquí es cuando se presenta su oportunidad de debutar como artista major.

### Debut en Avex y éxito
Su sencillo debut, "Momo no Hanabira" (Pétalos de Durazno), fue lanzado en septiembre de 2003. El tema obtuvo un éxito moderado, debutando en el puesto n.º 24 de las semanales de sencillos de Oricon. Su tema "Sakuranbo", originalmente de HimawaRi, fue lanzado como segundo sencillo en diciembre de 2003 regrabado en la versión de Otsuka en solitario, y fue utilizado consecutivamente como canción de apoyo en los programas de televisión Mecha-Mecha Ikiteru! y COUNT DOWN TV. Inicialmente la canción debutó dentro del vigésimo puesto de los sencillos de Oricon al interior de sus listas semanales, y nadie esperó el éxito que posteriormente alcanzaría dicha canción. Tras iniciarme haber quedado fuera del Top 20 de las listas, "Sakuranbo" fue subiendo y subiendo hasta finalmente alcanzar el quinto lugar en las listas, convirtiéndose en la primera canción al interior de Japón que rompe el récord del millón de descargas legales a través de internet, y permaneció en las listas de sencillos por un total de noventa y seis semanas, desde su lanzamiento a finales del 2003, hasta incluso el 2005. Con su tercer sencillo, "Amaenbo", lanzado a inicios de marzo de 2004, se presenta en vivo en un programa de televisión por primera vez, y el tema se convirtió en su primer trabajo debuta por primera con uno de sus temas al interior del Top 10 de las listas, y con "Sakuranbo" aún permaneciendo dentro de las diez más vendidas de su país de forma simultánea, causó gran noticia en la industria. A finales de este mismo mes fue lanzado el primer álbum de Ai Otsuka, titulado "LOVE PUNCH" (Puño de Amor), que incluyó los sencillos anteriormente lanzados más ocho temas nuevos, aparte de un libreto de sesenta páginas con dibujos y escritos del puño y letra de Ai en las primeras ediciones. El álbum fue muy bien recibido, alcanzando la tercera posición en las listas semanales de álbumes de Oricon en su debut. En la misma época del lanzamiento del álbum, Ai comenzó a conducir un programa de radio en la estación virtual JOQR, llamado "Otsuka Ai's Ai-r Jack", cuatro veces a la semana y con una duración de cinco minutos cada uno; y también comenzó una seudo-carrera de escritora con su "Love Column" al interior de la revista adolescente Zipper. Aquí Ai experimentó por primera vez contacto directo con las personas que la admiraban, también dando consejos a sus problemas y escuchándolos.
Tras la promoción debida al primer álbum, ya se comenzaba a trabajar en un nuevo sencillo para lo que sería el segundo trabajo de estudio, y a poco menos de tres meses de haber sido lanzado "LOVE PUNCH", el cuarto sencillo, titulado "Happy Days", fue lanzado. Este trabajo le valió a la joven su primera proposición a aparecer en un comercial de la televisión promocionando un producto, el cual fueron los Ice Box de la empresa de confites Morinaga. Tanto este sencillo, como sus siguientes trabajos, "Kingyo Hanabi", lanzado solo un mes después donde también Ai realizó su primer trabajo actoral,"Daisuki da yo.", originalmente la canción que le permitió obtener el contrato con Avex en versión mejorada, alcanzaron de posición máxima el tercer lugar de los sencillos más vendidos en las semanas de sus lanzamientos, alcanzando también ventas exitosas y relativamente similares. Toda esta cadena de sencillos dio por terminado con el lanzamiento del segundo álbum de estudio, "LOVE JAM" (que puede entenderse en español como Mermelada de Amor), lanzado solo ocho meses después que su primer disco, y donde en la sesión fotográfica podía apreciarse a la artista con la cara salpicada de mermelada. Con este álbum se obtiene el primer número uno en Oricon tras la segunda semana de su lanzamiento. A finales del 2004 Ai Otsuka es galardonada con prácticamente todos los premios que otorga la industria musical japonesa a Mejor Artista Nueva, incluido el Japan Record Award.

### Evolución musical
Su canción "Kuroge Wagyū Jōshio Tan Yaki 680 en" fue sacado como extracto de su segundo álbum en febrero de 2005 debido al éxito obtenido, así como poco después también fue lanzado un libro de fotografías titulado Kimi Iro Omoi. Sugestivas letras, como las de "Tsukune 70 Yen" -lado b del sencillo- dieron mucho que hablar, pero los medios se lo atribuyeron al humor típico de Osaka, que Ai posee de manera innata al proceder de ese lugar. Ai también participó en un álbum tributo al manga Nana de Ai Yazawa ese mismo tiempo grabando su tema "Cherish" en honor a la banda ficticia Trapnest, así como también comenzaban los preparativos para su primera gira nacional, el JAM PUNCH Tour. Pocos meses después, en mayo, mientras Ai y su equipo estaba bastante ocupados con las presentaciones de la gira, ya era lanzado un nuevo sencillo, su primero en formato de doble cara A titulado "SMILY / Bīdama". Ambos temas presentes en el sencillo fueron promocionados adheridos a productos comerciales distintos, lo que finalmente conllevó a que se convirtiera en su primer sencillo que alcanzaba el n.º 1 en las listas, vendiendo solo en su primera semana más de cien mil copias, y actualmente sobrepasando las trescientas mil.
El mes siguiente debutaba cono actriz de forma masiva, al haberse lanzado el DVD del dorama en el cual participó llamado Tokyo Friends, con gran éxito. En julio Ai aparece con el pelo corto por primera vez desde que está expuesta a la luz pública, para el lanzamiento de su sencillo "Neko ni Fuusen", una canción dedicada a los gatos, y dos semanas después era lanzado el DVD de su gira nacional JAM PUNCH, el cual debutó directamente en el primer lugar de los rankings de DVD musicales. En septiembre fue lanzado su décimo sencillo, "Planetarium", su segunda canción que alcanza el primer lugar en las listas de Oricon, permaneciendo como n.º 1 por dos semanas consecutivas, y finalmente le valió su segundo Japan Record Award convirtiéndose en el segundo mayor éxito de Ai en materia de ventas, solo superado por "Sakuranbo". El nivel de madurez musical de Ai fue reflejado en su tercer álbum, titulado "LOVE COOK", que fue lanzado a finales del año 2005. El álbum debutó en el n.º 1 de Oricon, y siendo el álbum que mejores ventas de Ai con más de 800 mil copias vendidas.
Las actividades públicas de Ai se vieron disminuidas tras el éxito obtenido por su tercer álbum, hasta que en abril de 2006 reapareció en la luz pública -nuevamente con el pelo corto- al comenzar su segunda gira nacional llamada LOVE COOK Tour, en honor a su álbum, y aprovechando esto también lanza un nuevo sencillo, "Frienger", título acrónimo de las palabras en inglés Friend y Ranger. El sencillo, considerado similar a su segundo sencillo "Sakuranbo", se convirtió en su trabajo más exitoso de ese año. Siempre Ai era la autora y compositora de cada uno de sus temas, y no realizó una creación musical para otro artista hasta julio de este año, donde compuso y arregló el tema "Like a Love?" de la cantante Ami Suzuki, quién por cierto ha sido declarado comparten una relación de amistad. En el mes de agosto Ai debutó como actriz en la pantalla grande al estrenarse la película de su dorama Tokyo Friends, en donde su duodécimo sencillo "Yumekui" fue el tema principal. El 9 de septiembre, conmemorando su cumpleaños n.º 24, así como también el paso del tercer año desde su debut como cantante, fue realizó un concierto especial para celebrar, el cual fue llamado LOVE IS BORN～3rd Anniversary～ en el Hibiya-Yagai Ongaku-do. A finales de octubre ya era lanzado un nuevo sencillo, una balada titulada "Renai Shashin", canción que fue utilizada como tema principal de la película Tada, Kimi wo Aishiteru, convirtiéndose en la segunda pieza musical de Ai utilizada en la banda sonora de una película tras "Yumekui". A finales de año la canción "Renai Shashin" le valdría a Ai su tercer gran premio en los Japan Record Award como una de las mejores canciones del año, ya convirtiéndose en su tercer año consecutivo en ganar uno de estos premios.

### Actividades recientes
El primer día del año 2007 fue lanzado al mercado el concierto aniversaio LOVE IS BORN es formato DVD, y ya en febrero era lanzado el décimo cuarto sencillo, titulado "CHU-LIP". El título del tema también es una combinación de palabras, como son la pronunciación en japonés para los tulipanes, y también lip a un beso. La imagen que Otsuka presenta en este sencillo sufrió un drástico cambio a su imagen anteriormente mostrada, ya que tanto en la sesión fofográfica como en el video musical Otsuka aparece con el pelo rubio, aunque en realidad solo haya sido una peluca. A finales de marzo, ya tras cinco años después de su debut, es lanzada la compilación de sencillos titulada "Ai am BEST", donde fueron compilados sus trabajos más memorables lanzados entre el periodo del 2003 hasta el 2005, y quedaron fuera sus trabajos lanzados a lo largo del año 2006. "Ai am BEST" se convierte en su tercer álbum que logra el primer lugar en las listas de Oricon, vendiendo solo en su primera semana cifras superiores a las 300 mil copias.
Mientras era anunciado que comenzaría una gira promocional para el álbum de grandes éxitos, Otsuka prepara otro paso en su carrera: lanzar música bajo el personaje LOVE, el conejo que ella misma creó. Desde los tiempos de su debut que la joven creó el personaje ficticio del conejo LOVE, que inicialmente comenzó haciendo apariciones en su sitio oficial de internet, después protagonizó una versión especial del video de "Daisuki da yo.", y en la actualidad posee su propia página en internet, aparte de lanzar diverso material de merchandising. El primer sencillo de LOVE, "LOVE no Theme", que originalmente había sido presentado en su gira JAM PUNCH del 2005 bajo el nombre de "I canCHU♥", y fue lanzado como sencillo el 11 de abril de 2007, y tuvo un éxito regular.
En mayo, el video musical de "Renai Shashin" resulta ganador en los MTV Video Music Awards Japan 2007 en la categoría de Mejor Video Pop y también Mejor Video de una Película -por Tada, Kimi wo Aishiteru-, y tiempo se le vio como uno de los pocos artistas japoneses invitados a participar del concierto global Live Earth, donde se presentó en su país y compartió escenario con varios artistas de su patria y también internacionales.
Tras esto, finalmente en el mes de julio es lanzado "PEACH / HEART", sencillo de doble cara que se convierte en el cuarto tema n.º 1 en Oricon de Otsuka, y se convierte en uno de los temas más populares de ese verano en Japón. El 26 de septiembre es lanzado el cuarto álbum de estudio de la cantante, titulado LOVE PiECE, que en su primera semana también llega al primer lugar de las listas de música japonesas, al igual que sus últimos álbumes lanzados.
El 2010 anuncia en su 7.º Anniversary 2010 que ha contraído matrimonio con Su integrante de un grupo de Rap y que está embarazada.
En marzo del 2011 da a luz a una pequeña niña.

## Discografía

### Álbumes
| # Álbum | Información                                                                              | Posición Oricon | Ventas                  |
| ------- | ---------------------------------------------------------------------------------------- | --------------- | ----------------------- |
| 1st     | LOVE PUNCH - Fecha lanzamiento: 31 de marzo de 2004 - Sello discográfico: avex trax      | #3              | 698.277 copias vendidas |
| 2nd     | LOVE JAM - Fecha lanzamiento: 17 de noviembre de 2004 - Sello discográfico: avex trax    | #1              | 656.708 copias vendidas |
| 3rd     | LOVE COOK - Fecha lanzamiento: 14 de diciembre de 2005 - Sello discográfico: avex trax   | #1              | 835.333 copias vendidas |
| 4th     | LOVE PiECE - Fecha lanzamiento: 26 de septiembre de 2007 - Sello discográfico: avex trax | #1              | 362.630 copias vendidas |
| 5th     | LOVE LETTER - Fecha lanzamiento: 17 de diciembre de 2008 - Sello discográfico: avex trax | #3              | 104.232 copias vendidas |

#### Compilaciones
| # Álbum | Información                                                                                    | Posición Oricon | Ventas                  |
| ------- | ---------------------------------------------------------------------------------------------- | --------------- | ----------------------- |
| 1st     | Ai am BEST 愛 am BEST - Fecha lanzamiento: 28 de marzo de 2007 - Sello discográfico: avex trax | #1              | 727.192 copias vendidas |
| 2st     | Love is Best - Fecha lanzamiento: - Sello discográfico: avex trax                              | #1              | 100.000 copias vendidas |

### Sencillos
| # Sencillo | Información | Posición Oricon | Ventas                  |
| ---------- | --- | --------------- | ----------------------- |
| 1st        | Momo no Hanabira 桃ノ花ビラ - Fecha lanzamiento: 10 de septiembre de 2003 - Sello discográfico: avex trax                             | #24             | 44.000 copias vendidas  |
| 2nd        | Sakuranbo さくらんぼ - Fecha lanzamiento: 17 de diciembre de 2003 - Sello discográfico: avex trax                                     | #5              | 527.674 copias vendidas |
| 3rd        | Amaenbo 甘えんぼ - Fecha lanzamiento: 3 de marzo de 2004 - Sello discográfico: avex trax                                              | #6              | 105.609 copias vendidas |
| 4th        | Happy Days - Fecha lanzamiento: 7 de julio de 2004 - Sello discográfico: avex trax                                                    | #3              | 163.433 copias vendidas |
| 5th        | Kingyo Hanabi 金魚花火 - Fecha lanzamiento: 18 de agosto de 2004 - Sello discográfico: avex trax                                      | #3              | 148.121 copias vendidas |
| 6th        | Daisuki da yo. 大好きだよ。 - Fecha lanzamiento: 20 de octubre de 2004 - Sello discográfico: avex trax                                | #3              | 156.844 copias vendidas |
| 7th        | Kuroge Wagyū Jōshio Tan Yaki 680 en 黒毛和牛上塩タン焼680円 - Fecha lanzamiento: 9 de febrero de 2005 - Sello discográfico: avex trax | #3              | 149.134 copias vendidas |
| 8th        | SMILY / Bīdama SMILY / ビー玉 - Fecha lanzamiento: 11 de mayo de 2005 - Sello discográfico: avex trax                                 | #1              | 110.323 copias vendidas |
| 9th        | Neko ni Fūsen ネコに風船 - Fecha lanzamiento: 13 de julio de 2005 - Sello discográfico: avex trax                                     | #3              | 111.324 copias vendidas |
| 10th       | Planetarium プラネタリウム - Fecha lanzamiento: 21 de septiembre de 2005 - Sello discográfico: avex trax                              | #1              | 315.669 copias vendidas |
| 11th       | Frienger フレンジャー - Fecha lanzamiento: 12 de abril de 2006 - Sello discográfico: avex trax                                        | #2              | 173.115 copias vendidas |
| 12th       | Yumekui ユメクイ - Fecha lanzamiento: 2 de agosto de 2006 - Sello discográfico: avex trax                                             | #5              | 146.665 copias vendidas |
| 13th       | Renai Shashin 恋愛写真 - Fecha lanzamiento: 25 de octubre de 2006 - Sello discográfico: avex trax                                     | #2              | 147.975 copias vendidas |
| 14th       | CHU-LIP - Fecha lanzamiento: 21 de febrero de 2007 - Sello discográfico: avex trax                                                    | #3              | 120.779 copias vendidas |
| 15th       | PEACH / HEART - Fecha lanzamiento: 20 de junio de 2007 - Sello discográfico: avex trax                                                | #1              | 166.074 copias vendidas |
| 16th       | Pocket ポケット - Fecha Lanzamiento: 7 de noviembre de 2007 - Sello Discográfico: avex trax                                           | #5              | 61.350 copias vendidas  |
| 17th       | Rocket Sneaker / One × Time ロケットスニーカー／One×Time - Fecha lanzamiento: 19 de mayo de 2008 - Sello discográfico: avex trax      | #4              | 44.428 copias vendidas  |
| 18th       | Kurage, Nagareboshi クラゲ、流れ星 - Fecha lanzamiento: 10 de septiembre de 2008 - Sello discográfico: avex trax                      | #4              | 47.955 copias vendidas  |
| 19th       | Bye Bye バイバイ - Fecha lanzamiento: 25 de febrero de 2009 - Sello discográfico: avex trax                                           | #8              | 21.022 copias vendidas  |
| 20th       | Zokkondhisyon / LUCKY☆STAR ゾッ婚ディション / LUCKY☆STAR - Fecha lanzamiento: 7 de abril de 2010 - Sello discográfico: avex trax      | #6              | 15,817 copias vendidas  |
| 21st       | I ♥ ××× - Fecha lanzamiento: 8 de septiembre de 2010 - Sello discográfico: avex trax                                                  | N/A             | N/A copias vendidas     |

### Banda sonora
| Canción          | Artista | Año  | Banda sonora                           |
| ---------------- | ------- | ---- | -------------------------------------- |
| Momo no Hanabira | solista | 2003 | Suika OST                              |
| Daisuki da yo    | solista | 2004 | Tokio, Kekkon no Katachi, I'm Home OST |
| Friends          | solista | 2005 | Tokyo Friends OST                      |
| Planetarium      | solista | 2005 | Hana Yori Dango OST                    |
| CHU-LIP          | solista | 2007 | Kirakira Kenshui OST                   |
| PEACH            | solista | 2007 | Hanazakari no Kimitachi e OST          |

### Otros
- LOVE for NANA ～Only 1 Tribute～ (16 de marzo de 2005) - Otsuka Ai for TRAPNEST 「Cherish」
- LOVE no Theme (LOVEのテーマ?) (11 de abril de 2007) - Sencillo lanzado bajo el nombre de LOVE

### DVD
- JAM PUNCH TOUR 2005 ~Condor no Pants Gakui Condor~ (～コンドルのパンツがくいコンドル～?) at Tokyo International Forum Hall A on 1st of June 2005 (27 de julio de 2005)
- LOVE COOK Tour 2006 ~Mascara Mainichi Tsukete Mascara~ (～マスカラ毎日つけてマスカラ～?)at Osaka-Jo Hall on 9th of May 2006 (26 de julio de 2006)
- Ai Otsuka 【LOVE IS BORN】～3rd Anniversary 2006～ (大塚 愛 【LOVE IS BORN】 ～3rd Anniversary 2006～?) at Hibiya Yagai Ongaku-do on 9th of September 2006 (1 de enero de 2007)
- Ai Otsuka "Ai am BEST Tour 2007 ~Best na Comment ni Meccha Ai wo Komento~ (大塚 愛 『愛 am BEST Tour 2007 ～ベストなコメントにめっちゃ愛を込めんと～』?) at Tokyo International Forum Hall A on 9th of July 2007 (26 de septiembre de 2007)